# 105-й истребительно-бомбардировочный авиационный полк
105-й истребительно-бомбардировочный авиационный полк (сербохорв. 105. lovačko-bombarderski avijacijski puk / 105. ловачко-бомбардерски авијацијски пук) — авиационный полк военно-воздушных сил и войск ПВО СФРЮ, образованный в 1946 году как 3-й учебный авиационный полк (сербохорв. 3. vazduhoplovni školski puk / 3. ваздухопловни школски пук) и существовавший до 1992 года. Его правопреемником назвалась 105-я авиационная бригада вооружённых сил Республики Сербская Краина.

## История

### 3-й учебный авиаполк
3-й учебный авиаполк был основан 21 декабря 1946 года согласно распоряжению от августа 1945 года, первой его базой стал аэродром Ковин. Основой для формирования полка послужила 2-я эскадрилья 2-го учебного авиационного полка, оснащённая советскими самолётами Ил-2 и УТ-2 и югославскими учебными самолётами. 3-й учебный полк был частью военно-воздушного училища, и к 1947 году в его составе было две эскадрильи (позднее оставили только одну).
В 1948 году полк был переименован в 105-й штурмовой учебный авиационный полк. Командиром полка в это время был Александр Радичевич-Земля.

### 105-й авиаполк
В 1949 году 105-й полк перебазировался на аэродром Мостар, а вскоре отправился в Никшич и затем был расформирован. В 1951 году полк восстановили, сделав его основной авиабазой Титоград и оснастив учебными самолётами Аеро 2. Полк использовался школой офицеров авиации в составе военно-воздушной академии, а с 1953 года был частью учебного центра. В 1956 году полк был преобразован во 2-ю лётную школу. Самолёты Аеро 2 были заменены в конце 1950-х самолётами Аеро 3 и Соко 522.
В 1960 году полк уже носил имя 105-го учебного авиационного полка, а со 2 февраля 1961 года его штабом была авиабаза Земуник. В том же году после реорганизации ВВС Югославии были образованы три новых эскадрона лёгкой боевой авиации: 463-й, 464-й и 465-й. В 1966 году вместо самолётов Аеро 3 и Соко 522 стал использоваться новый отечественный Г-2 Галеб, а в составе полка остались всего две эскадрильи (249-я и 251-я), получившие статус истребительно-бомбардировочных.
С 1969 года полк стал носить имя 105-го истребительно-бомбардировочного. В 1974 году на службу 3-й (с 1976 года — 333-й) смешанной эскадрильи поступили чехословацкие самолёты Zlin 526F. В 1980 году самолёты UTVA 75 также начали использоваться в 333-й эскадрилье вместе в качестве учебных при военно-воздушной академии, а в середине 1980-х в составе 333-й эскадрильи была образована пилотажная группа «Летающие Звёзды», использовавшая 6 самолётов ИJ-21 Jастреб в своих выступлениях (самолёты были окрашены в жёлтый цвет, на них были нанесены также цвета югославского флага — синий, белый и красный).
В 1986 году 229-я эскадрилья была оснащена новыми учебными самолётами Г-4 Супер Галеб вместо старых Г-2. К 1990 году в «Летающих Звёздах» было семь таких самолётов, пришедших на смену ИJ-21 (они были раскрашены в цвета югославского флага).

### Конец полка
105-й истребительно-бомбардировочный авиационный полк участвовал в боевых операциях в конце 1991 — начале 1992 годов. После того, как хорваты стали разоружать воинские формирования ЮНА, 105-му полку был дан приказ покинуть аэродром Земуник и направиться на авиабазу Удбина, которая была под контролем сербов. На базу должны были прибыть 249-я и 251-я истребительно-бомбардировочные эскадрильи. 333-я эскадрилья оставалась на авиабазе Голубовци. 249-я эскадрилья получила прозвище «Кобры» (сербохорв. Кобре / Kobre), 251-я — «Пумы» (сербохорв. Пуме / Pume). 105-й полк занимался поддержкой с воздуха частей Югославской народной армии — 9-го корпуса наземных войск и военно-морского флота.
Базой полка стали Голубовци, но в апреле 1992 года полк был расформирован после того, как не стало существовать как таковой Югославской народной армии. 251-я истребительно-бомбардировочная эскадрилья была переименована в 172-ю авиационную бригаду, а 252-я эскадрилья прекратила существование: её личный состав был распределён между 172-й авиационной бригадой и 252-й истребительно-бомбардировочной эскадрильей. Тем не менее, правопреемником полка некоторое время себя называла 105-я авиационная бригада из Вооружённых сил Республики Сербская Краина.

## В составе
- Военное-воздушное училище (1946—1949)
- Школа офицеров авиации при академии ВВС (1949—1952)
- Учебно-тренировочный центр (1953—1960)
- Военно-воздушная академия (1960—1991)

## Предыдущие наименования
- 3-й учебный авиационный полк (1945—1948)
- 105-й штурмовой тренировочный авиационный полк (1948—1949)
- 105-й учебный авиационный полк (1951—1956)
- 2-я лётная школа (1956—1960)
- 105-й учебный авиационный полк (1960—1969)
- 105-й истребительно-бомбардировочный авиационный полк (1969—1992)

## Структура

### 1961—1966
- 105-й учебный авиационный полк
  - 463-я эскадрилья лёгкой боевой авиации
  - 464-я эскадрилья лёгкой боевой авиации
  - 465-я эскадрилья лёгкой боевой авиации

### 1966—1974
- 105-й учебный (истребительно-бомбардировочный) авиационный полк
  - 249-я истребительно-бомбардировочная эскадрилья
  - 251-я истребительно-бомбардировочная эскадрилья

### 1974—1992
- 105-й истребительно-бомбардировочный авиационный полк
  - 249-я истребительно-бомбардировочная эскадрилья
  - 251-я истребительно-бомбардировочная эскадрилья
  - 3-я смешанная эскадрилья / 333-я смешанная эскадрилья (пилотажная группа «Летающие Звёзды» с 1985 по 1991 годы)

## Авиабазы
- Ковин (1946–1949)
- Мостар (1949)
- Никшич (1949)
- Титоград (1951–1961)
- Земуник (1961–1991)
- Удбина (1991–1992)
- Голубовци (1992)

## Командиры
| Дата назначения                              | Имя                       |
| -------------------------------------------- | ------------------------- |
|                                              | Александр Радичевич-Земля |
|                                              | Александр Радичевич       |
|                                              | Брнако Глумац             |
|                                              | Бранислав Новакович       |
| 1954 (погиб в авиакатастрофе 8 февраля 1955) | Светислав Нешович         |
| 1955                                         | Радивое Качанский         |
| 1957                                         | Исмет Куленович           |
| 1962                                         | Теодор Маев               |
| 1964                                         | Момчило Никич             |
| 1968                                         | Гайо Вукчевич             |
| 1972                                         | Милош Байчетич            |
| 1976                                         | Янез Турк                 |
| 1980                                         | Милован Ристич            |
| 1981                                         | Радомир Бркович           |
| 1986                                         | Йован Марич               |
| 1989                                         | Радован Веселинович       |
| 1991—1992                                    | Никола Дукич              |

## Самолёты
- Ил-2 (1946–1949)
- УТ-2 (1946–1949)
- Икарус Аеро 2B/C[англ.] (1946–1949, 1951–1958)
- UTVA Аеро 3[англ.] (1958–1966)
- Соко 522 (1959–1966)
- СОКО Г-2 Галеб (1966–1992)
- Zlin 526F[англ.] (1973/4–1988)
- UTVA 75 (1980–1992)
- СОКО Г-4 Супер Галеб (1986–1992)
- СОКО ИЈ-21 Јастреб (1985–1990), использовался «Летающими Звёздами»